# Risoluzione 1244 del Consiglio di sicurezza delle Nazioni Unite
La Risoluzione 1244 del Consiglio di Sicurezza delle Nazioni Unite autorizzava una presenza internazionale civile e militare nel Kosovo, allora parte della Repubblica Federale di Jugoslavia, ponendolo sotto l'amministrazione provvisoria delle Nazioni Unite. Fu adottata il 10 giugno 1999. Entrambe le parti in conflitto successivamente l'adottarono nell'Accordo di Kumanovo.

## Contenuto
I principali effetti della Risoluzione 1244 furono:
- porre il Kosovo sotto l'amministrazione provvisoria delle Nazioni Unite (attualmente svolta dalla Missione delle Nazioni Unite per l'Amministrazione provvisoria in Kosovo o United Nations Interim Administration Mission in Kosovo, UNMIK);
- autorizzare la presenza in Kosovo di una forza di mantenimento della pace guidata dalla NATO  (attualmente svolta dalla Forza del Kosovo o Kosovo Force, KFOR);
- permettere il ritorno di un numero concordato di addetti jugoslavi e serbi per mantenere una presenza presso i siti del patrimonio nazionale serbo e i principali attraversamenti di frontiera (non attuata in pratica);
- impartire istruzioni all'UNMIK per costituire istituzioni provvisorie di autogoverno locale in Kosovo (attualmente le Istituzioni provvisorie di autogoverno o Provisional Institutions of Self-Government, PISG);
- riaffermare la sovranità e l'integrità territoriale della Repubblica Federale di Jugoslavia (ossia, il Kosovo rimane parte della RFJ, della quale la Serbia è ora lo stato successore riconosciuto) e degli altri Stati della regione, come definita nell'Atto finale di Helsinki e nell'annesso 2 della Risoluzione 1244 (un annesso che prevede, tra le altre cose, un "processo per lo status del Kosovo");
- chiedere che l'ONU garantisca il ritorno in condizioni di sicurezza e senza impedimenti di tutti i rifugiati e gli sfollati alle loro case in Kosovo ed assicuri le condizioni per una vita pacifica e normale per tutti gli abitanti della provincia;
- chiedere che l'UCK e gli altri gruppi armati degli albanesi del Kosovo siano smilitarizzati;
- autorizzare l'ONU a favorire un processo politico per determinare il futuro status del Kosovo, il suo livello e le sue forme di autonomia (iniziata alla fine del 2005 sotto gli auspici dell'Inviato speciale delle Nazioni Unite Martti Ahtisaari).